# 大江山酒天童子
『大江山酒天童子』（おおえやましゅてんどうじ）は、1960年に公開された田中徳三監督の日本映画。

## 概要
川口松太郎による原作を八尋不二が脚色し田中徳三が監督した作品である。主題の酒天童子とは、日本三大伝統のひとつ「大江山の鬼退治」を描く物語で、本作はこれの映画化であり、作品の権利を持つKADOKAWAはこれを「スペクタル時代劇」と謳っている。
鬼面の妖怪から大蜘蛛に転じる鬼、酒天童子を演じるのは長谷川一夫、対する源頼光を演じるのは8代目市川雷蔵で、ヒロイン役に山本富士子、中村玉緒を配し、勝新太郎、本郷功次郎、金田一敦子、浜田ゆう子、阿井美千子、左幸子などのオールスターが競演している。
また、大橋史典デザインによる数々の妖怪の姿が最大の魅力とされる。

## あらすじ
平安時代末期、関白藤原道長（小沢栄太郎）が恐れていたことは唯一つ、渚の前（山本富士子）を狙う妖怪の襲来だった。そこで道長は都の治安維持を勤める源氏の大将源頼光（8代目市川雷蔵）に渚の前を下賜し、ひとまず妖怪の脅威から逃れた。
その頼光は渡辺綱（勝新太郎）、坂田金時（本郷功次郎）、碓井貞光（島田竜三）、卜部季武（林成年）の頼光四天王に加えて平井保昌（根上淳）、近習の菊王丸（中村豊）を従えていた。また、渡辺綱の妹こつま（中村玉緒）と頼光は恋人同士だった。
渚が頼光の居館に来た夜、早々に妖怪茨木童子（左幸子）が現れ、渚を拐おうとするが頼光に阻まれる。そのとき、別の場所では茨木と同じく酒天童子配下の野盗袴垂保輔（田崎潤）の一党が池田中納言（南部彰三）の館を襲っており、袴垂保輔は中納言の娘桂姫（金田一敦子）を連れ去った。その後、茨木に襲われた渡辺綱は茨木の片腕を斬り落とし、妖魔の魂を監視していたものの、綱の伯母に化けた茨木童子によって腕は取り返されてしまった。
これら一連の騒動に怒った道長は頼光に野盗および妖怪の退治を命じ、命令に従った頼光は大江山を根城としている妖怪の首領、酒天童子（長谷川一夫）を退治することを決意した。
大江山に向かうにあたり、まずは兄、渡辺綱の失敗を償うべく妹こつまと共に坂田金時が二人で山に入ったが、早速妖怪に襲われてしまう。妖術使いである鬼童丸（千葉敏郎）は洞窟に金時を閉じ込め、こつまのみを酒天童子の館へ導いた。
酒天童子の館に入ったこつまは、酒天童子が白面の貴公子であることに驚いた。そのとき、閉じ込められていた金時は洞窟を脱出し、こつまが囚われたことを主君頼光に知らせるべく山を降りていた。その金時らの帰還を待つ頼光に、渚は自分が酒天童子の妻であり、その自分を無理矢理に奪って館に仕えさせた道長の非道に対し憤ったことが発端となって野盗の首領となったのだと告げた。
いつまで待ってもこつまが戻ることはなく、その間にも都で野盗の被害は増えるばかりだった。そしてついに、天皇からの勅令として頼光に大江山鬼賊征伐の任が下った。
その翌日、頼光の出陣を前に、夫酒天童子と恩義ある頼光の戦いが避けられないことを悲しんだ渚は自害した。頼光の軍勢が大江山に攻め入る様子を見下ろす酒天童子に、侍女の千春（阿井美千子）がこつまに鬼童丸による危険が迫っていることを知らせた。
酒天童子は鬼童丸の手からこつまを救ったものの、本拠地では仲間割れなどが続いており、山伏姿で潜入してきた頼光勢を茨木童子は見破ったが、野盗の矢に当たって酒天童子の胸の中で息絶えた。酒天童子は頼光を相手に一騎打ちで決着をつけることを望み、頼光もそれに応えようとするその間にこつまが分け入り、頼光に対し酒天童子の潔白を訴えた。
そして、頼光の口から妻の渚が死の瞬間まで酒天童子を愛したまま果てたことを聞いた酒天童子は、夕日の落ちる平原を一人下って行くのだった。

## キャスト
- 長谷川一夫 -  橘致忠（備前介、後に酒天童子[3]）
- 市川雷蔵 -  源頼光[3]
- 勝新太郎 -  渡辺綱[3]
- 本郷功次郎 -  坂田金時[3]
- 中村鴈治郎 -  大和守一正[3]
- 中村豊 -  菊王丸[5]
- 林成年 -  卜部季武[5]
- 島田竜三 -  碓井貞光[5]
- 根上淳 -  平井保昌[5]
- 中村玉緒 -  こつま[5]
- 金田一敦子 -  桂姫[5]
- 浜田ゆう子 -  救世観音[5]
- 阿井美千子 - 千春[5]
- 左幸子 - 茨木童子[5]
- 千葉敏郎 -  鬼童丸[5]
- 舟木洋一 -  平次[5]
- 光岡竜三郎 - 赤面鬼三太[5]
- 南部彰三 - 池田中納言[5]
- 市川謹也 - 長屋の男糺[5]
- 南条新太郎 - 播磨守義連[5]
- 志摩靖彦 - 兵部卿の宮[5]
- 伊達三郎 - 近江ノ九郎[5]
- 原聖四郎 - 左平太[5]
- 荒木忍 - 安倍晴明[5]
- 横山文彦 - 藤原一門の公卿二
- 堀北幸夫 - 大三郎
- 滝川潔
- 菊野昌代士 - 藤原一門の公卿三
- 清水明 - 弥藤太
- 越川一 - 道長邸の下男
- 山岡敬四郎 - 三郎四郎
- 沖時男 - 備前守
- 大和七海路
- 橘公子 - 賎機[5]
- 桑原広子 - 百世
- 小林加奈枝 - 道長邸老女
- 金剛麗子 - 老女
- 田崎潤 -  袴垂保輔
- 上田吉二郎 -  荒熊太郎[5]
- 伊沢一郎 -  馬ノ介[5]
- 清水元 -  虎熊次郎[5]
- 沢村宗之助 -  土蜘蛛甚内[5]
- 小沢栄太郎 -  藤原道長[5]
- 山本富士子 - 渚の前[5]

### キャスト（ノンクレジット）
- 岩田正 - 藤原一門の公卿一[要出典]
- 浜田雄史 - 右源太[要出典]
- 井上武夫 - 検非遣使の役人[要出典]

## スタッフ
- 製作：永田雅一
- 企画：鈴木炤成
- 原作：川口松太郎
- 脚本：八尋不二（「小説新潮」所載「大江山酒天童子記」より）
- 撮影：今井ひろし
- 録音：林土太郎
- 照明：中岡源権
- 美術：内藤昭
- 特殊撮影：本多省三
- 音楽：斎藤一郎
- 助監督：土井茂
- 色彩技術：木浦義明
- 邦楽：中本敏生
- 振付：花柳有法
- 衣裳考証：上野芳生
- 装置：三輪良樹
- 特殊効果：倉嶋暢
- 編集：菅沼完二
- 擬斗：宮内昌平
- 製作主任：安達留雄
- 現像：東洋現像所
- 監督：田中徳三

## 同時上映
- 『勝利と敗北』